# Schönau am Königssee
Pour les articles homonymes, voir Schönau.
Schönau am Königssee, est une commune allemande située dans l'arrondissement du Pays-de-Berchtesgaden, en Bavière. Station balnéaire et destination touristique, elle se situe sur la rive du lac Königssee.

## Géographie

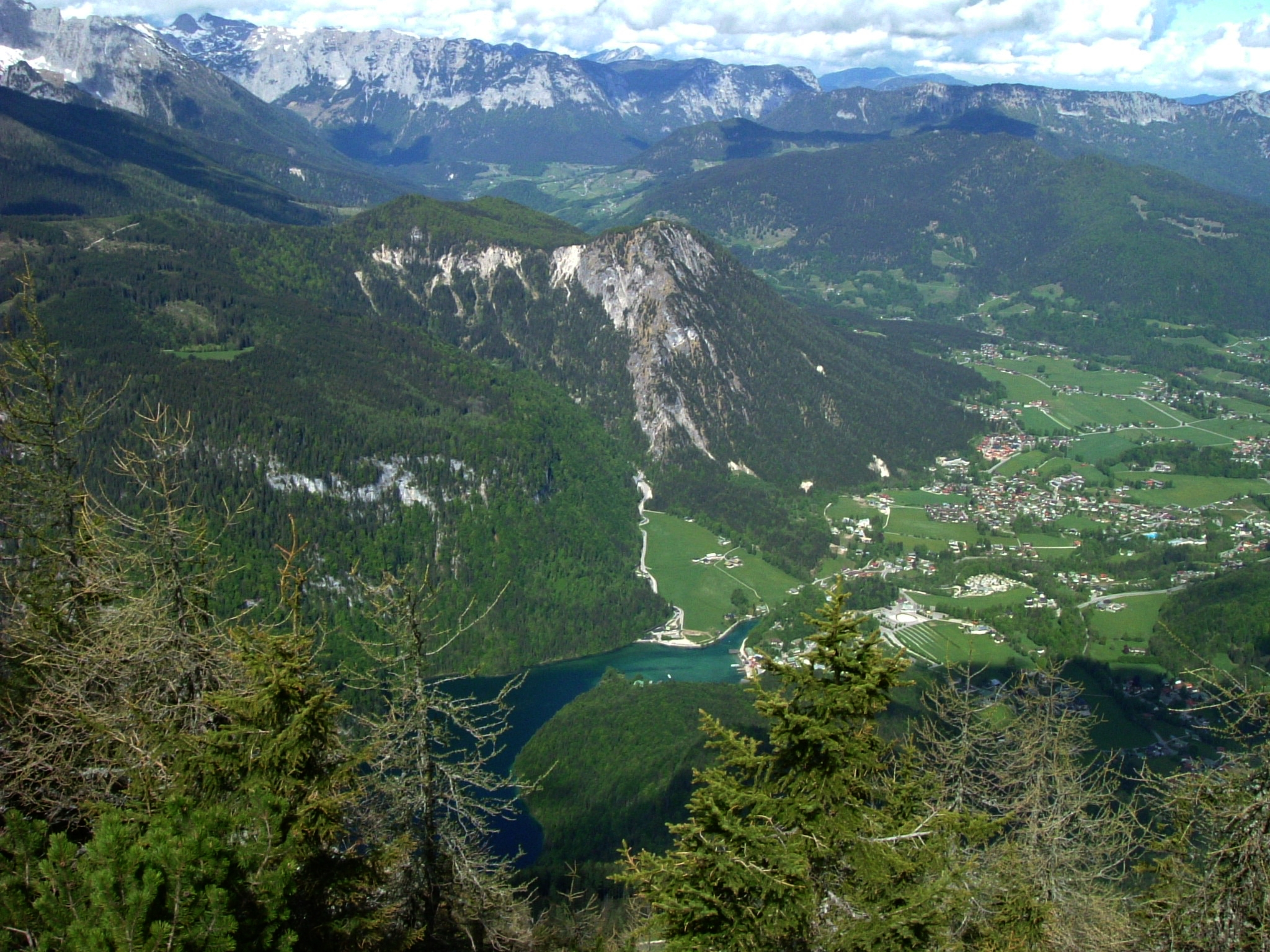
Vue sur le plateau de Schönau depuis le Jenner.

La commune fait partie du district de Haute-Bavière. Elle est située au milieu des Alpes de Berchtesgaden, près de la frontière autrichienne et le Land de Salzbourg. C'est la commune située la plus au sud-est de l'Allemagne.
Le centre de la localité se situe sur la rive nord du Königssee, au sud de Berchtesgaden.
La municipalité est composée des deux anciennes communes de Schönau et de Königssee.

## Personnalités liées à la ville
- Otto Heichert (1868-1946), peintre mort à Oberschönau.
- Ernst Maisel (1896-1978), militaire mort à Schönau am Königssee.
- Georg Leber (1920-2012), homme politique mort à Schönau am Königssee.

## Galerie

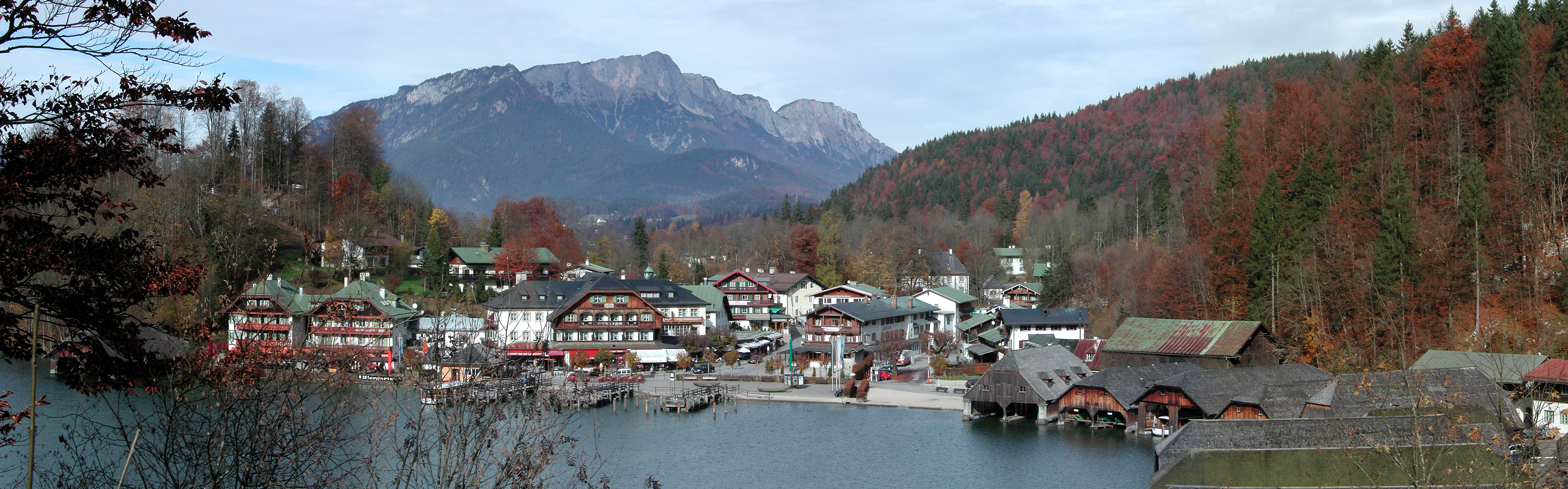
Panorama de Schönau am Königssee